# Ивайло Колев
Ивайло Колев е популярен български поп певец. Роден е през 1988 г.[източник? (Поискан днес)] в Ямбол. Музикалната му кариера започва през 2005 г., когато той участва в Star Academy и завършва на второ място. През 2006 и 2008 г. участва в българската песен на Евровизия. През 2008 г. издава албум на английски език, а след това живее в Италия, Чили и Бразилия, като записва и песни на испански език. През 2010 г. излиза песента „Моя е“ в дует с Васил Найденов.
На 1 август 2015 г. печели Първа награда и Награда на публиката на авторитетния конкурс за българска поп песен „Бургас и морето“ с песента „Вече знам“.
На 29 януари 2016 г. е премиерата на песента му с Иволюшън – „Нещо ми липсва“.
На 30 юли 2016 г. отново участва на „Бургас и морето“ с песента „Път за двама“.
На 6 юни 2017 г. е представена новата му песен „Не пипай там“.
На 3 октомври 2019 г. е премиерата на песента му „Не като мен“, която е дует с Митко Стафидов.
На 17 февруари 2021 г. излиза новата му песен „Светлина“.